# Prorok (film)
Prorok (v originále Un prophète) je francouzsko-italský hraný film z roku 2009, který režíroval Jacques Audiard. Film byl uveden v oficiální soutěži na filmovém festivalu v Cannes, kde získal Velkou cenu poroty. Získal rovněž devět cen César včetně ocenění za nejlepší film a nejlepší režii.

## Děj
Malik El Djebena je devatenáctiletý delikvent odsouzený k šesti letům vězení. Krátce po příjezdu do věznice je donucen klanem korsické mafie zavraždit Reyeba, který se chystá proti nim svědčit. Stává se proto chráněncem a přisluhovačem Césara Lucianiho, který s pomocí podplacených dozorců řídí celé vězení. Postupně získává Césarovu důvěru, který se více a více pověřuje předáváním informací ven z vězení.
Malik paralelně organizuje svou vlastní síť ve vězení s pomocí islamistických vězňů, zatímco naoko zůstává věrný Lucianimu ze strachu i vlastních zájmů.
Po vykonání poloviny trestu dostane Malik s pomocí Lucianiho jednodenní dovolenou, kterou starý Korsičan využije k organizování svých mafiánských záležitostí venku. Malik se tak stává pro Lucianiho nepostradatelným. Ten navíc vidí, jak se jeho vliv ve vězeňském zařízení zmenšuje pod dvojím efektem přesunu ostatních korsických vězňů do blízkosti jejich rodin a nárůstem moci Severoafričanů více či méně spjatých se sítí muslimů.
Luciani, zrazený ve svých venkovních záležitostech, se rozhodne znovu získat moc tím, že zlikviduje marseillského konkurenta, Brahima Lattrache, napojeného na Italy a zrádce v jeho klanu. Pověří Malika zajistit osoby, které je zlikvidují a převzít kontrolu nad územím. Ale Malik se už zapojuje do operací svého upadajícího starého velitele jen tak, že se řídí především logikou svých vlastních zájmů.

## Obsazení
| Tahar Rahim         | Malik El Djebena  |
| Niels Arestrup      | César Luciani     |
| Adel Bencherif      | Ryad              |
| Hichem Yacoubi      | Reyeb             |
| Reda Kateb          | Jordi             |
| Jean-Philippe Ricci | Vettori           |
| Taha Lemaizi        | Hassan            |
| Pierre Leccia       | advokát Sampierro |
| Gilles Cohen        | Prof              |
| Antoine Basler      | Pilicci           |
| Leïla Bekhti        | Djamila           |
| Foued Nassah        | Antaro            |
| Jean-Emmanuel Pagni | Santi             |
| Frédéric Graziani   | ředitel věznice   |
| Cindy Danel         | Sophie            |
| Slimane Dazi        | Brahim Lattrache  |
| Farid Elouardi      | Arab              |
| Karim Leklou        | muslimský vězeň   |
| Sonia Hell          | bachařka          |
| Pascal Henault      | Ceccaldi          |
| Salem Kali          | rebelující vězeň  |
| Alaa Oumouzoune     | rebelující vězeň  |
| Demon One           | vězeň-vyděrač     |